# 希腊共产党（马列）
希腊共产党（马列）（希臘語：Κομμουνιστικό Κόμμα Ελλάδας (μαρξιστικό-λενινιστικό)），简称希共（马列）（ΚΚΕ (μ-λ)），是希腊的一个毛派共产主义政党。成立于1976年11月。

## 历史
1976年11月由希腊马列主义者组织（1964年从希腊共产党分裂）多数派组建。少数派组建了希腊马列主义共产党。 今日，希腊共产党（马列）和希腊马列主义共产党仍是毛主义在希腊的主要代表。 希共（马列）的下属学生组织是进步全体学生统一营，在希腊大学“不比（主流组织）流行，但仍然重要”。
1977年10月，毛泽东周年忌日前夕，希腊共产党（马列）与德国共产党/马列、西班牙共产党（马列）、意大利共产党（马列）、共产党（重建）联合签署了一份宣言，宣布拒绝三个世界理论。这份宣言被发表于阿尔巴尼亚劳动党中央机关报《人民之声报》头版。1982年，该党经历了一次危机，大部分成员离开了该党。
2012年，受希腊国债危机激励，希腊共产党（马列）和希腊马列主义共产党宣布他们将联合竞选，组成政党联盟人民抵抗－左翼反帝国主义合作，从而与希腊共产党和激进左翼联盟拉开距离。希腊共产党（马列）和希腊马列主义共产党在口号“打倒奴役备忘录——人民不欠任何人任何东西”下参加了2012年5月希腊议会选举，并在全国提名186名候选人。
历史性地，希腊共产党（马列）变得活跃，在约阿尼纳、塞萨洛尼基等希腊北部地区有支持者，以及克里特、莱斯沃斯岛、萨摩斯岛。

## 出版物
希共（马列）出版双周报《无产阶级旗帜》，它于1967年作为希腊马列主义组织的报纸开始出版。